# Charles Bingham, IV conte di Lucan
George Charles Bingham, IV conte di Lucan (8 maggio 1830 – 5 giugno 1914), è stato un nobile e ufficiale irlandese.

## Biografia

### Infanzia ed educazione

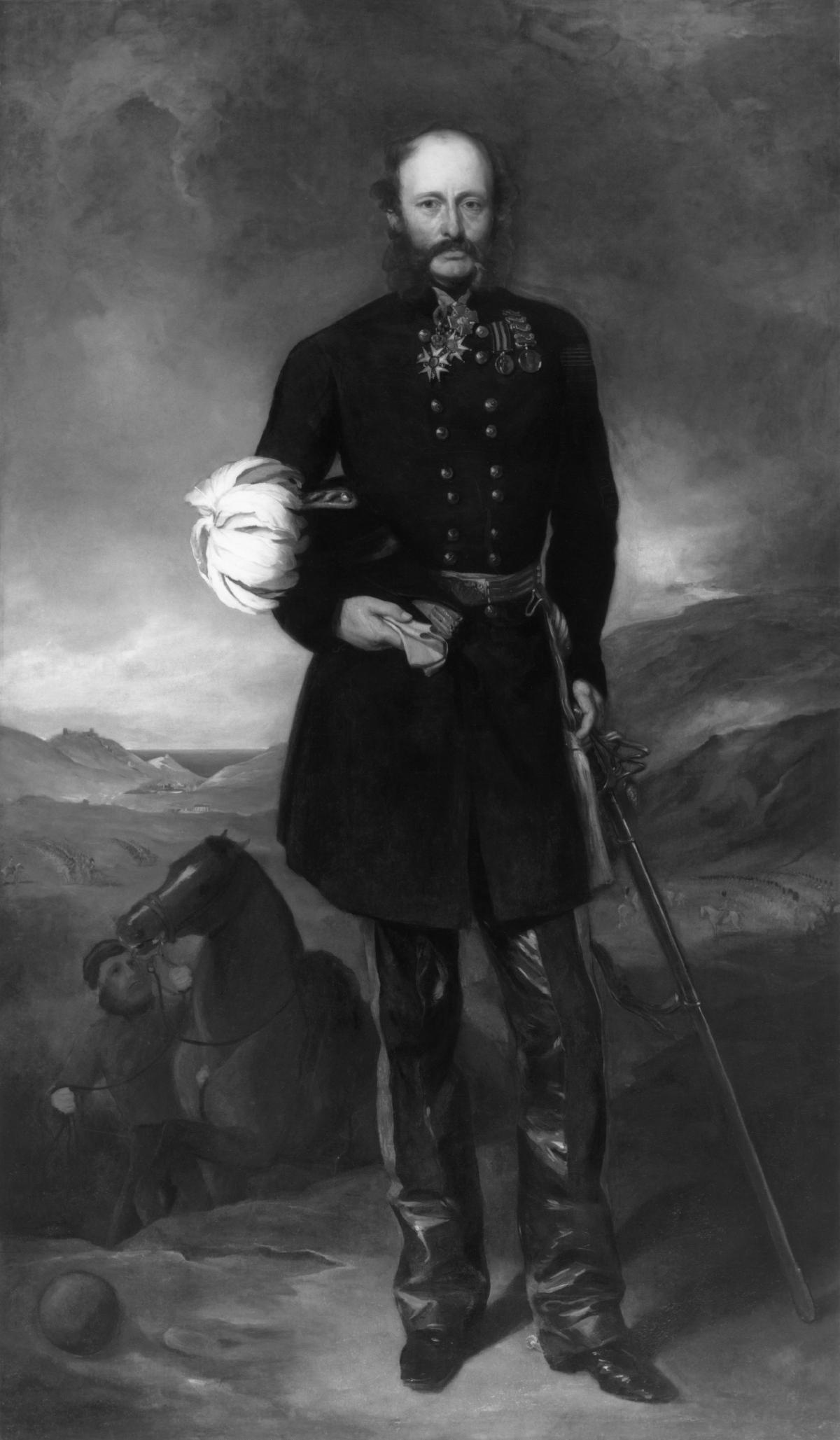
George Bingham, III conte di Lucan ritratto da Sir Francis Grant

Era il figlio primogenito di George Bingham, III conte di Lucan, e di sua moglie, Lady Anne Brudenell. I suoi nonni materni erano Robert Brudenell, VI conte di Cardigan e Penelope Anne Cooke. Studiò alla Rugby School.

### Carriera

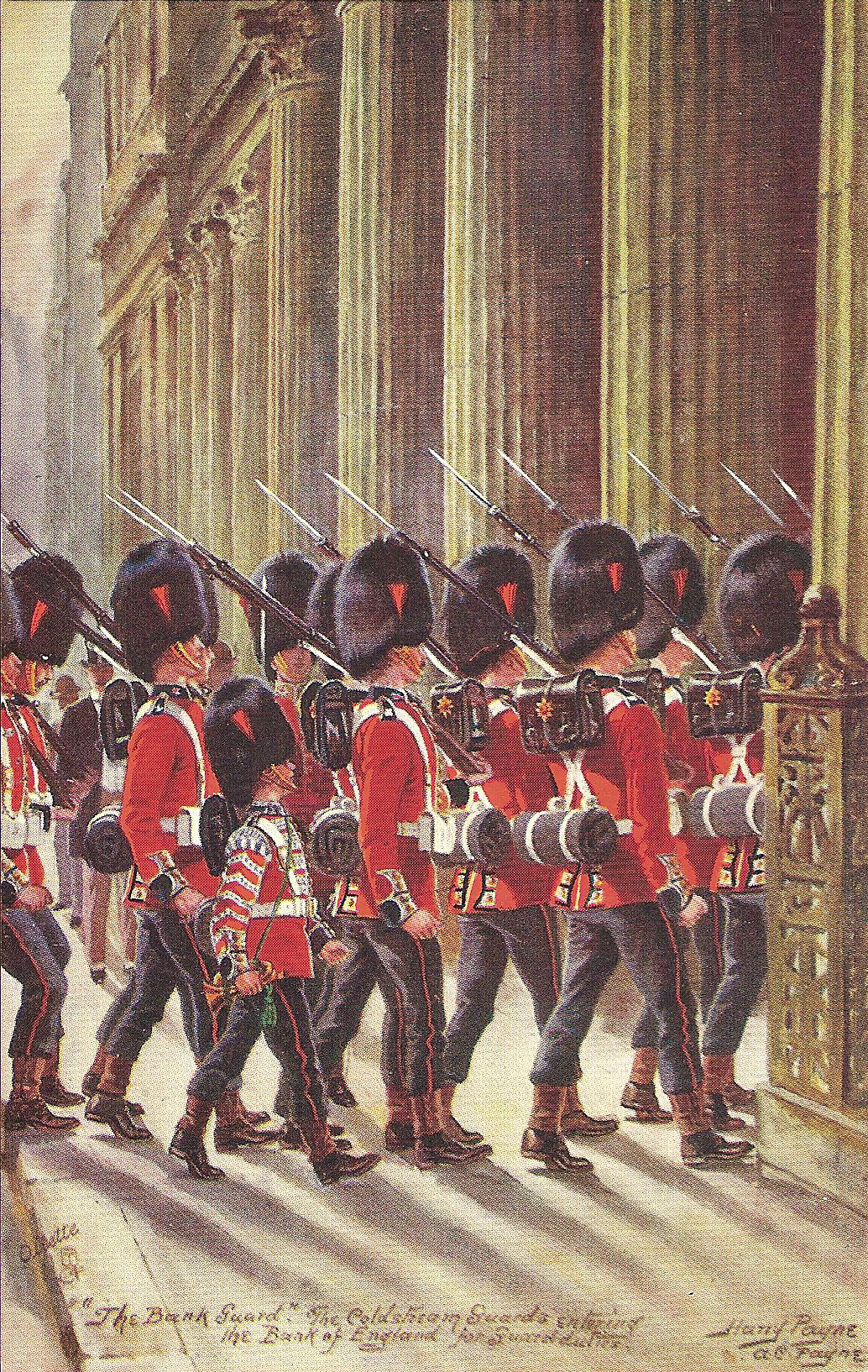
Antica rappresentazione delle Coldstream Guards

Egli era tenente colonnello della Coldstream Guards (1851-1859). Ha combattuto nella guerra di Crimea, come aiutante di campo di suo padre.
Fu uno dei due rappresentanti della contea di Mayo alla Camera di Comuni, dal 1865 al 1874. Nel 1901 è stato luogotenente della contea di Mayo.

### Matrimonio

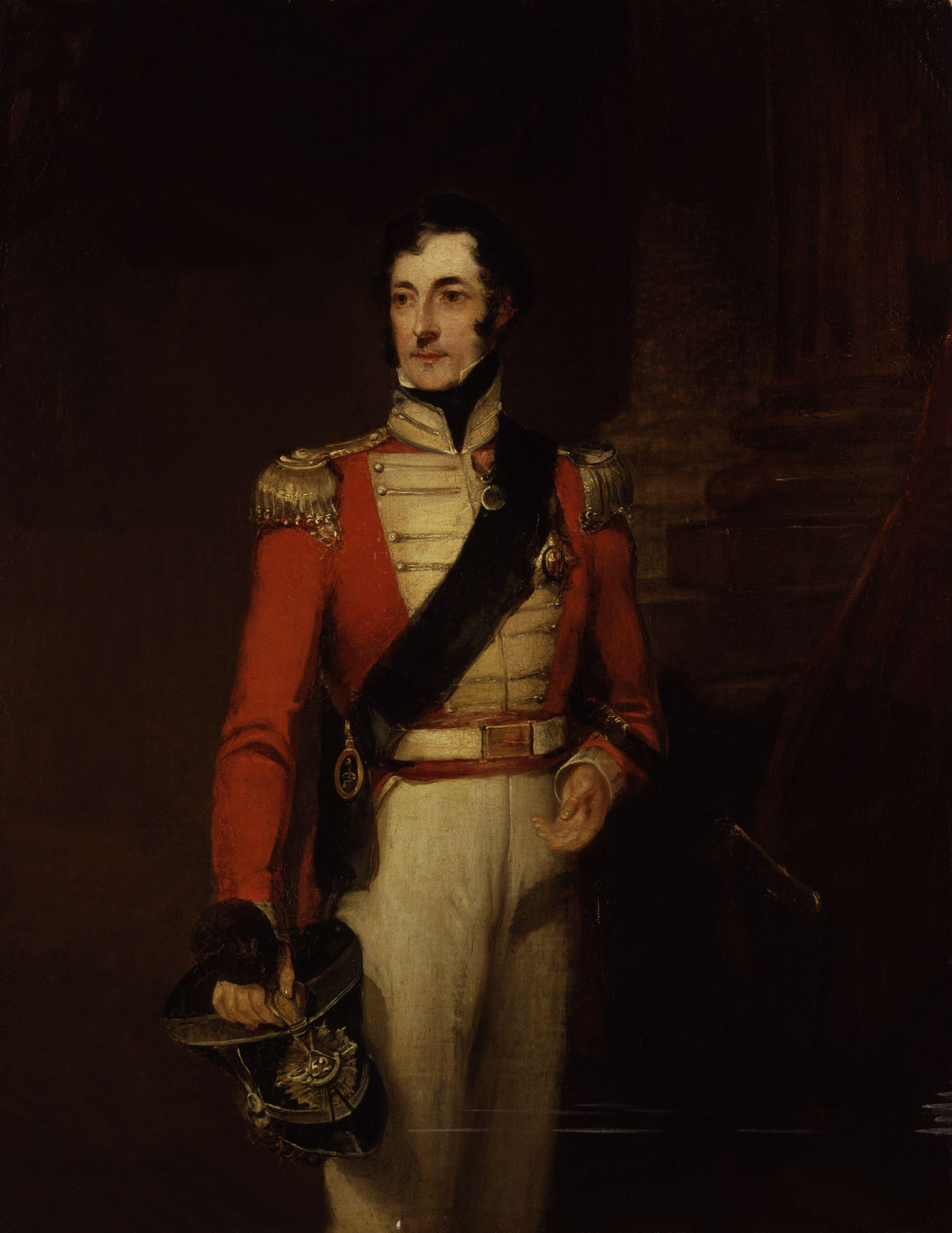
Charles Gordon-Lennox, V duca di Richmond in vesti militari in un ritratto di William Salter.

Sposò, il 17 novembre 1859 a Londra, Lady Cecilia Catherine Gordon-Lennox (13 aprile 1838-5 ottobre 1910), figlia di Charles Gordon-Lennox, V duca di Richmond e Lady Caroline Paget. Ebbero sette figli.

### Morte
Morì il 5 giugno 1914, all'età di 84 anni.

## Discendenza
Dal matrimonio tra Lord Bingham e Lady Cecilia Catherine Gordon-Lennox nacquero:
- George Bingham, V conte di Lucan (13 dicembre 1860 - 20 aprile 1949);
- Lord Cecil Edward Bingham (7 dicembre 1861-31 maggio 1934), sposò Rose Ellinor Guthrie, ebbero tre figli;
- Lord Francis Richard Bingham (5 luglio 1863-5 novembre 1935), sposò Kathleen Clarke, ebbero un figlio;
- Lord Alexander Frederick Bingham (3 agosto 1864-26 maggio 1909);
- Lord Albert Edward Bingham (30 giugno 1866-6 novembre 1941), sposò Christine Graham Smith, non ebbero figli;
- Lady Rosalind Cecilia Caroline Bingham (26 febbraio 1869-18 gennaio 1958), sposò James Hamilton, III duca di Abercorn, ebbero cinque figli;
- Lord Lionel Ernest Bingham (4 novembre 1876-26 luglio 1927).